# Winterbach (Pfalz)
Winterbach (Pfalz) ist die am weitesten westlich liegende Ortsgemeinde der Verbandsgemeinde Thaleischweiler-Wallhalben des Landkreises Südwestpfalz in Rheinland-Pfalz.

## Geographie
Winterbach liegt auf der Sickinger Höhe im Wiesbachtal an der Stelle, wo der wenig später Auerbach genannte Wiesbach nach Südwesten abknickt und von Nordosten der Winterbach linksseitig einmündet. Dabei bildet sie den westlichen Abschluss der Verbandsgemeinde Thaleischweiler-Wallhalben. Oberhalb des Ortes liegen auf zwei Höhenrücken zwischen den konvergierenden Bächen im Norden der Herrenwalderhof etwa in Richtung Wiesbach und näher im Nordosten der Klosterbergerhof in Richtung Biedershausen. Winterbach gliedert sich in die Ortsteile Winterbach und Niederhausen. Nachbargemeinden sind – im Uhrzeigersinn – Krähenberg, Biedershausen, Schmitshausen, Reifenberg, Battweiler, Großbundenbach und Kleinbundenbach.

## Geschichte
Der erstmals 1180 erwähnte Ort folgte in seiner Zugehörigkeit stets Pfalz-Zweibrücken. Vom zwölften bis 15. Jahrhundert ist aus Winterbach ein Rittergeschlecht bekannt. Der Ort hatte im Mittelalter eine gewisse Bedeutung und war bis zu seiner Verödung während des Dreißigjährigen Krieges Gerichtsort für das Wiesbachtal. Ab 1715 erfolgte die Wiederbesiedelung und 1727 wurde Winterbach ein Teil der Gemarkung des öd gefallenen Dorfes Weiler zugeschlagen.
1479 wurde das ein Kilometer talabwärts gelegene Niederhausen erstmals genannt. Bereits seit 1704 existiert der Klosterbergerhof nördlich des Ortes.
Von 1798 bis 1814, als die Pfalz Teil der Französischen Republik (bis 1804) und anschließend Teil des Napoleonischen Kaiserreichs war, war Winterbach in den Kanton Zweibrücken eingegliedert und war Sitz einer Mairie, die zusätzlich für Battweiler, Knopp und Niederhausen zuständig war. 1815 hatte der Ort 240 Einwohner. Anschließend wechselte der Ort in das Königreich Bayern. Von 1818 bis 1862 war der Ort Bestandteil des Landkommissariat Zweibrücken, das anschließend in ein Bezirksamt umgewandelt wurde.
Ab 1939 war der Ort Bestandteil des Landkreises Zweibrücken. Nach dem Zweiten Weltkrieg wurde Oberhausen innerhalb der französischen Besatzungszone Teil des damals neu gebildeten Landes Rheinland-Pfalz. Im Zuge der ersten rheinland-pfälzischen Verwaltungsreform wurde der Nachbarort Niederhausen am 7. Juni 1969 nach Winterbach eingemeindet. Drei Jahre später wechselte sie in den Landkreis Pirmasens (ab 1997 Landkreis Südwestpfalz); im selben Jahr neugeschaffenen Verbandsgemeinde Wallhalben zugeordnet. Seit 2014 gehört sie zur Verbandsgemeinde Thaleischweiler-Wallhalben.

## Bevölkerung

### Einwohnerentwicklung
Die in der folgenden Tabelle dargestellte Entwicklung der Einwohnerzahl bezieht sich auf das heutige Gemeindegebiet; die Werte von 1871 bis 1987 beruhen auf Volkszählungen:
| Jahr | Einwohner |
| 1815 | 420       |
| 1835 | 414       |
| 1871 | 417       |
| 1905 | 390       |
| 1939 | 373       |
| 1950 | 437       |

| Jahr | Einwohner |
| 1961 | 426       |
| 1970 | 448       |
| 1987 | 438       |
| 1997 | 469       |
| 2005 | 554       |
| 2023 | 517       |

### Religion
Die Katholiken gehören zum Bistum Speyer und unterstehen dort dem Dekanat Pirmasens, die Protestanten zur Protestantischen Landeskirche Pfalz. Vor Ort existiert die evangelische Kirchengemeinde Winterbach. 1818 wurde die bis dahin selbständige Pfarrei in Battweiler derjenigen von Winterbach zugeordnet.

## Politik

### Gemeinderat
Der Gemeinderat in Winterbach besteht aus acht Ratsmitgliedern, die bei der Kommunalwahl am 9. Juni 2024 in einer Mehrheitswahl gewählt wurden, und dem ehrenamtlichen Ortsbürgermeister als Vorsitzendem. Mit der Wahl 2024 verringerte sich die Anzahl der Ratsmitglieder gemäß dem rheinland-pfälzischen Kommunalwahlrecht von zwölf auf acht, da die Einwohnerzahl von Winterbach zurückgegangen war. Bei der Wahl im Jahre 2009 wurden die Ratsmitglieder noch in einer personalisierten Verhältniswahl gewählt, da mehr als eine Wahlvorschlagsliste eingereicht wurde.

### Bürgermeister
Andreas Weizel wurde am 20. August 2019 Ortsbürgermeister von Winterbach. Bei der Direktwahl am 26. Mai 2019 war er mit einem Stimmenanteil von 83,39 % gewählt worden. Bei der Direktwahl am 9. Juni 2024 wurde er als einziger Bewerber mit 83,7 % für weitere fünf Jahre wiedergewählt.
Weizels Vorgänger waren Willi Schwarz (Ortsbürgermeister 1992–2019) und Willi Hamm.

### Wappen
| Wappen von Winterbach | Blasonierung: „In Silber ein blaubewehrter und -bezungter roter Löwe, belegt mit einem blauen Wellenbalken.“ |
| Wappen von Winterbach | Wappenbegründung: Der Löwe weist auf die einstige Zugehörigkeit zu Pfalz-Zweibrücken hin                     |

## Kultur und Sehenswürdigkeiten

### Kulturdenkmäler

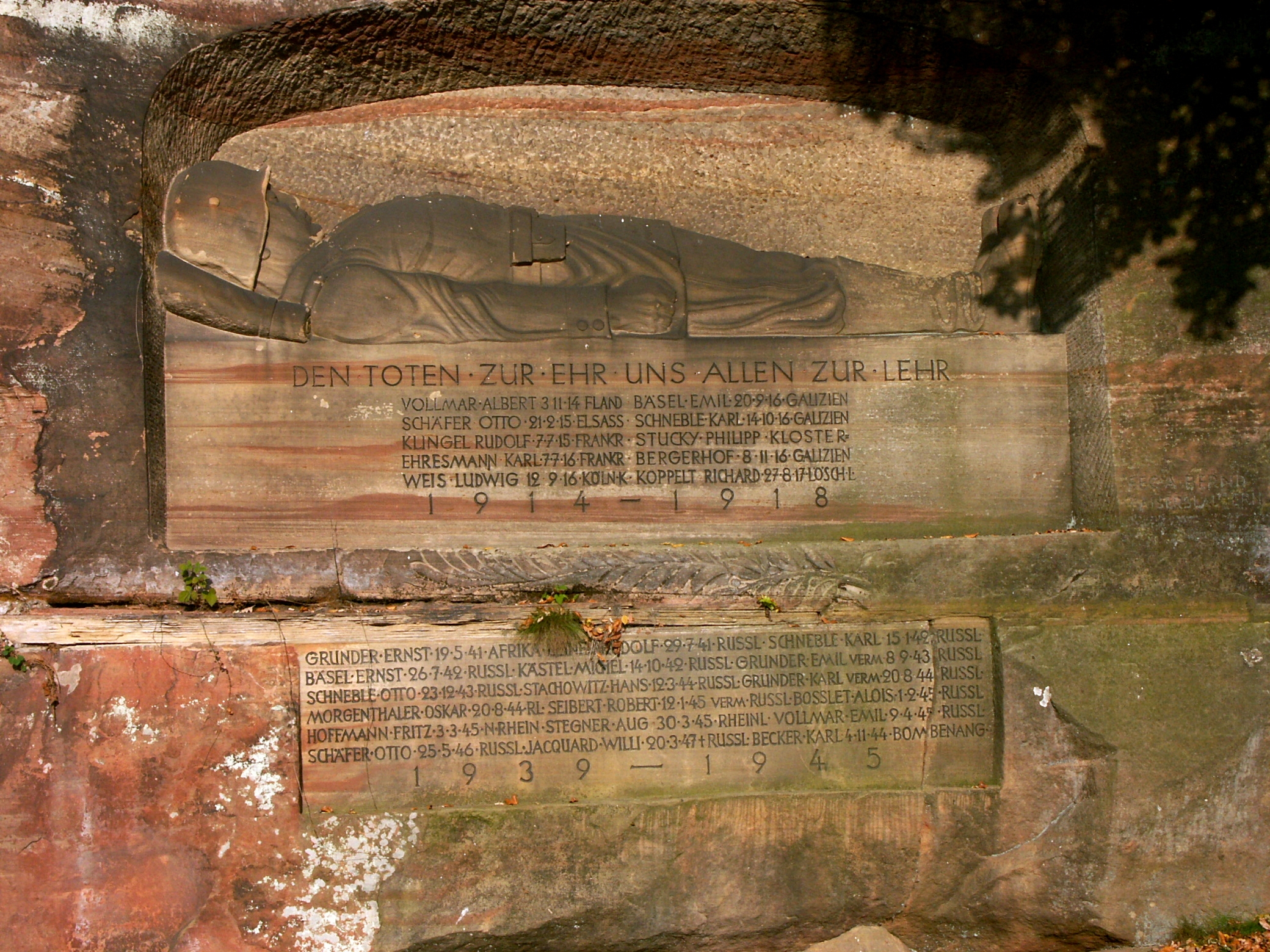
Kriegerdenkmal 1914–18 und 1939–45

Vor Ort befinden sich insgesamt  zehn Objekte, die unter Denkmalschutz stehen, darunter die evangelische Pfarrkirche St. Matthäus mit Kräutergarten; sie wurde 1489 erstmals erwähnt. Der Turm stammt aus der Zeit der Romanik um 1200. Das barocke Kirchenschiff wurde um 1720 wiederhergestellt. Auf dem Dorfplatz befindet sich ein Mahnmal an die Gefallenen und Vermissten der beiden Weltkriege.

### Natur
Vor Ort existiert ein Kräutergarten mit etwa 60 bekannten und weniger bekannten Heilpflanzen des Mittelalters bis zur Neuzeit sowie einigen alten Rosensorten. Inspiriert vom Hortulus, einem Gedicht des im neunten Jahrhundert lebenden Botanikers Walahfried Strabo über seinen Klostergarten auf der Insel Reichenau und orientierend am St. Galler Klosterplan wurde der Kräutergarten angelegt. Anregungen gaben zusätzlich Beschreibungen des pfalz-zweibrückischen Botanikers Hieronymus Bock, der 1545 in Hornbach das New Kreütterbuch verfasste.

### Regelmäßige Veranstaltungen
Am dritten Augustwochenende finden im jährlichen Wechsel jeweils Dorffest oder Kirchenfest (Motorradgottesdienst) statt. Die Kerwe findet am dritten Septemberwochenende.

## Wirtschaft und Infrastruktur

### Verkehr
Winterbach ist ein klassisches Straßendorf, das sich entlang der Landesstraße 469 von Zweibrücken in Richtung Wallhalben erstreckt. Die Kreisstraße 66 stellt eine Verbindung nach Wiesbach her und die Kreisstraße 68 zum Herrenwalderhof. Der nächste Flugplatz liegt bei Zweibrücken (15 Kilometer). Nächster Fernverkehrshalt ist in der 20 Kilometer entfernte Homburger Hauptbahnhof. Der nächste regionale Bahnhof befindet sich in 15 Kilometer Entfernung in Zweibrücken an der Strecke Bahnstrecke Landau–Rohrbach.

### Öffentliche Einrichtungen
Vor Ort existieren die Kindertagesstätte Winterbach, Dorfgemeinschaftshaus und das als Gemeindehaus fungierende Johannes-Zwick-Haus.

### Tourismus
Winterbach ist seit 2009 Ausgangspunkt des Meteoriten-Wanderweg, der nach Zweibrücken führt. Mitten durch die Gemeinde verläuft außerdem der mit einem gelben Balken markierte Fernwanderweg Saar-Rhein-Main.

## Ehrenbürger
- 30. Januar 2020: Willi Schwarz (* 1950), ernannt zum ersten Ehrenbürger der Ortsgemeinde aufgrund seiner besonderen Verdienste um Winterbach. Im Jahr 1984 erstmals in den Gemeinderat gewählt, war er von 1992 bis 2019 Ortsbürgermeister der Gemeinde und auf vielfältige Weise für das Gemeinwesen aktiv.[11]